# Try Again (песня Алии)
«Try Again» (с англ. — «Попробуй снова») — песня американской певицы Алии, выпущенная 22 февраля 2000 года в качестве ведущего сингла из саундтрека к фильму «Ромео должен умереть». Авторами композиции выступили Static Major и Тимбалэнд, который также спродюсировал трек. Позже песня вошла в международное издание третьего альбома певицы Aaliyah (2001). «Try Again» включает в себя вступление, в котором Тимбалэнд в дань уважения дуэту Eric B. & Rakim исполняет речитатив из их композиции «I Know You Got Soul».
Песня получила положительные отзывы критиков и имела коммерческий успех. «Try Again» стала первым синглом, который возглавил американский хит-парад Billboard Hot 100 исключительно благодаря радиоротациям. Композиция попала в первую пятёрку музыкальных чартов Канады, Германии, Нидерландов и Великобритании, а также закрепилась в первой десятке австралийского и в первой двадцатке новозеландского хит-парадов. Режиссёром видеоклипа на эту песню выступил Уэйн Айшем.

## История создания
В 1999 году Алия получила свою первую роль в кинокартине «Ромео должен умереть», которая вышла в прокат 22 марта 2000 года. Главную роль в этом фильме также исполнил Джет Ли. По сюжету главные герои влюбились в друг друга несмотря на вражду между их семьями. В первые же выходные фильм собрал кассу в 18,6 миллионов долларов США, заняв второе место в прокате. Алия также выступила исполнительным продюсером саундтрека, для которого записала четыре песни. По словам Алии, продюсерская команда заговорила о саундтреке ещё до самих съёмок фильма. 18 февраля 2000 года стало известно, что главным синглом с саундтрека к «Ромео должен умереть» будет композиция «Try Again», и что режиссёром видеоклипа на неё выступит Уэйн Айшем. 22 февраля того же года сингл был выпущен на физических носителях. Трек записывался на студии Sound on Sound Studios в Нью-Йорке. По словам звукорежиссёра Джимми Дугласа, изначально песня «была написана для того, чтобы вдохновить молодёжь», однако Барри Хэнкерсон посчитал, что композиция должна повествовать о любви. Вскоре автор Static Major переделал текст, а мелодия и хук остались прежними.

## Музыкальный стиль
Авторами песни выступили Стивен Гарретт и Тимбалэнд, который также спродюсировал трек. По словам обозревателя сайта Yahoo! Music, звучание трека ассоциируется с детройским техно. Келефа Санне из The New York Times высказал мнение, что Тимбалэнд создал «пористый, раскатистый саундскейп», на который повлиял такой танцевальный жанр как эйсид-хаус. В припеве Алия повторяет фразу «Если у тебя не получается сразу, встряхнись и попробуй снова», которую Келефа Санне назвал «неким музыкальным гипнозом».
Согласно сайту Music Notes, «Try Again» написана в тональности До-диез минор в четырёхчастном тактовом размере с темпом в 92 удара в минуту; вокал Алии простирается от соль-диез малой октавы до соль-диез первой октавы. Трек включает в себя вступление, в котором Тимбалэнд в дань уважения дуэту Eric B. & Rakim исполняет речитатив из их композиции «I Know You Got Soul».

## Реакция критиков
Обозреватель журнала Billboard Чак Тейлор назвал «Try Again» «очередным саундтрек-хитом» Алии. По словам рецензента, «песня оправдывает все ожидания». Тейлор высоко оценил то, как «чередуются синтезаторный семпл и струны», и как чувственный вокал Алии скользит по футуристическому биту». Единственный недостаток трека, по мнению журналиста, заключается в том, что синтезаторный семпл начинает раздражать по мере развития песни. В заключение обзора Тейлор предположил, что в любом случае композиция будет тепло принята радиостанциями.

## Коммерческий успех
18 марта 2000 года «Try Again» дебютировала на 59-й позиции в американском хит-параде Billboard Hot 100, а 17 июня того же года возглавила чарт. Трек также закрепился на первой строчке в Hot 100 Airplay, на третьей в Mainstream Top 40 и на четвёртой в хит-параде Hot R&B/Hip-Hop Songs.
В британском хит-параде «Try Again» дебютировала 22 июля 2000 года на пятой позиции. По состоянию на 2018 год в Великобритании продано 209 000 экземпляров сингла, что делает его самой продаваемой песней Алии в Великобритании. «Try Again» также имела коммерческий успех в странах Европы, попав в первую пятёрку чартов Бельгии, Норвегии и Нидерландов. В немецком хит-параде трек закрепился на пятой строчке. В австралийском чарте композиция заняла восьмое место и стала 51-й наиболее успешной песней в стране по итогам 2000 года. В чарте Новой Зеландии сингл расположился на 13-й позиции.

## Видеоклип
Режиссёром клипа на песню «Try Again» выступил Уэйн Айшем. Премьера видео состоялась 5 марта 2000 на телеканале MTV. 12 марта клип дебютировал в эфире VH1. 19 марта состоялся премьерный показ видео на канале The Box, а 3 апреля оно было представлено в эфире BET. 8 мая 2000 года клип занял самым ротируемым на телеканале BET, а 22 мая того же года занял третью строчку в рейтинге самых проигрываемых видео телеканала MTV.

## Список композиций
| №  | Название                         | Длительность |
| -- | -------------------------------- | ------------ |
| 1. | «Try Again» (radio edit)         | 4:04         |
| 2. | «Try Again» (Timbaland Remix)    | 4:59         |
| 3. | «Try Again» (D’Jam Hassan Remix) | 5:28         |
| 4. | «Try Again» (Instrumental)       | 4:43         |

| №  | Название                      | Длительность |
| -- | ----------------------------- | ------------ |
| 1. | «Try Again» (radio edit)      | 4:04         |
| 2. | «Try Again» (Instrumental)    | 4:43         |
| 3. | «Try Again» (Timbaland Remix) | 4:59         |